# ملسوقة
ملسوقة أو ورقة هو نوع من أنواع الحلويات التونسية عادةً ما تباع في أكوام ملفوفة في السيلوفان. وتستخدم الملسوقة لعمل السمبوسك وبرك المعجنات، بالإضافة إلى الأطباق مع مجموعة متنوعة من الحشوات الأخرى. لطالما أستهلكت الملسوقة على كامل مدار العام وفي جل الأوقات من العام وفي شتى الإحتفلات والأعياد وحتى الأعراس، إلا أن الإستهلاك الحقيقي لهذه الأكلة يكون في شهر رمضان المعظم ليصبح إستهلاكها يقارب الإستهلاك اليومي فيقبل عليها التونسي بشدة وهي تعتبر أكلة رئيسية في المائدة الرمضانية. لأنها مصدر كبير للطاقة لاحتوائها علي اللحوم وعدد من المواد المغذية.

## طريقة الإعداد
هي الطريقة الشائعة والأكثر تداولا بين الناس وتتمثل في أولا عبر تحضير الحشو ويكون بتقطيع البقدونس وقليه لمدة قصيرة على النار ثم يضاف البطاطس المطهوة (حسب الاختيار) والبيض ولحم التونة عند البعض يكون محببا ثم يقع إحضار ورق الملسوقة والأخير هو ورق قليل السماكة على شكل دائري مصنوع من عجين السميد ويبتاع جاهزا إما من المتاجر أو مصنوع بشكل يدوي وهو المتداول أكثر بين الناس.يقع إضافة الحشو إلى الورق ثم يقع قليه في الزيت الساخن.